# ناوار (کانزاس)
ناوار (به انگلیسی: Navarre) یک منطقهٔ مسکونی در ایالات متحده آمریکا است که در شهرستان دیکینسون، کانزاس واقع شده‌است.